# Papieski Uniwersytet Urbaniana
Papieski Uniwersytet Urbaniana – papieska uczelnia założona 1627 r. w Rzymie przez Urbana VIII jako Atheneum Papieskie Propaganda Fide. Pius XI, w 1926 przeniósł siedzibę uczelni na wzgórze Janikulum. W 1962 Jan XXIII na mocy motu proprio Fidei Propagandae podniósł uczelnię do rangi Uniwersytetu Papieskiego.
Uczelnia ma wyraźny charakter misjologiczny, kształci misjonarzy oraz kler pochodzący z krajów misyjnych. 
Uczelnia podlega Kongregacji ds. Ewangelizacji Narodów, której prefekt jest z urzędu jej kanclerzem – obecnie jest nim kard. Luis Antonio Tagle.

## Wydziały[2]
- Filozoficzny
- Teologiczny
- Prawa Kanonicznego
- Misjologia